# مقبول العلوي
مقبول موسى العلوي روائي سعودي، ولد في محافظة القنفذة عام 1968م، وتخرج من جامعة أم القرى ثم عمل معلماً. كتب أول رواية له بعنوان فتنة جدة التي دخلت ضمن القائمة الطويلة للجائزة العالمية للرواية العربية عام 2011، كما حصل على العديد من الجوائز في مجال كتابة الرواية من بينها: جائزة الأمير سعود بن عبد المحسن للرواية السعودية 2016، وجائزة الطيب صالح العالمية للإبداع الكتابي 2016.

## التعليم
- بكالوريوس في التربية من جامعة أم القرى 1993.

## الإصدارات
- (فتنة جدة) رواية صدر عام 2010.[4]
- (سنوات الحب والخطيئة) رواية صدرت عام 2011.
- (فتيات العالم السفلي) قصص قصيرة صدرت عام 2013.
- (خرائط المدن الغاوية) رواية صدرت عام 2014. وفازت بجائزة الرواية السعودية في دورتها الثالثة 2016.
- (زرياب) رواية صدرت عام 2014. وفازت بجائزة وزارة الإعلام والثقافة عن فئة الرواية في معرض الرياض الدولي للكتاب 2015.[5]
- (البدوي الصغير) رواية صدرت عام 2016.
- (القبطي) مجموعة قصصية صدرت عام 2016.[6]
- (رجل سيء السمعة) قصص قصيرة صدرت عام 2016.[7]
- (زهور فان غوخ) رواية صدرت عام 2018.[8]
- (سفر برلك) رواية صدرت عام 2019.[9]
- (كائنات التّيه) رواية صدر عام 2022.[10]
- (تدريبات شاقة على الاستغناء) مجموعة قصصية، صدرت عام 2025.[11]

## الجوائز
- 2015: فازت روايته (زرياب) بجائزة وزارة الإعلام والثقافة عن فئة الرواية في معرض الرياض الدولي للكتاب.
- 2016: فازت روايته «خرائط المدن الغاوية» بالمركز الأول وجائزة صاحب السمو الملكي الأمير سعود بن عبد المحسن بن عبدالعزيز للرواية السعودية.[12]
- 2016: حصلت مجموعته القصصية «القبطي» على جائزة الطيب صالح العالمية للإبداع الكتابي.[3]
- 2021: حصل على المركز الثاني في جائزة الأدب في الدورة الأولى من مبادرة الجوائز الثقافية الوطنية.[13]